# ایمیدیک اسید

ساختار شیمیایی کلی ایمیدیک اسیدها

در علم شیمی ، ایمیدیک اسید(به انگلیسی: Imidic acid) به هر مولکولی که شامل گروه عاملی -C(=NH)-OH باشد، گفته می شود،  که توتومری از یک آمید و ایزومر یک اکسیم محسوب می شود. 
اصطلاح "ایمینو اسید" اصطلاحی منسوخ برای این گروه است که نباید در این زمینه استفاده شود زیرا ایمینو اسید دارای تعریف و ساختاری متفاوت است. 